# Sort de Nadal
La Sort de Nadal és un camp de conreu del municipi de Castell de Mur, al Pallars Jussà, a l'antic terme de Mur, en terres del poble de Vilamolat de Mur.
És a la dreta de la llau del Romeral, al nord del paratge de los Tarterons i al nord-est de la Vinya de Miret. És a ponent de Vilamolat de Mur i al sud-oest de lo Carant del Duc. Els Olivers del Romeral són al nord-oest de la Sort de Nadal.